# Sommer ’89 (Er schnitt Löcher in den Zaun)
Sommer ’89 (Er schnitt Löcher in den Zaun) ist ein Lied der deutschen Indie-Rock-Band Kettcar. Es erschien am 11. August 2017 als Single. Am gleichen Tag wurde das dazugehörige Video über YouTube veröffentlicht. Das Lied war der erste Vorbote zu ihrem am 13. Oktober 2017 veröffentlichten fünften Album Ich vs wir. Der Song ist als Kommentar zur Flüchtlingskrise zu verstehen und beschreibt eine Flucht von Bürgern der DDR im Sommer 1989 über Ungarn in die Bundesrepublik Deutschland aus der Sicht eines Fluchthelfers.

## Veröffentlichung
Sommer ’89 (Er schnitt Löcher in den Zaun) ist der erste von Kettcar veröffentlichte Song seit ihrem letzten Album Zwischen den Runden im Jahr 2012. 2014 hatte Sänger Marcus Wiebusch ein Soloalbum namens Konfetti aufgenommen. Das Lied wurde erstmals am 11. August 2017 von Spiegel Online und über den YouTube-Kanal von Kettcars Plattenlabel Grand Hotel van Cleef präsentiert. Gleichzeitig war der Track in zahlreichen Download-Portalen verfügbar, zudem wurden auch die Tracklist sowie das Artwork des Albums veröffentlicht.

## Musikstil und Text
Bei Sommer ’89 (Er schnitt Löcher in den Zaun) handelt es sich um einen textbasierten Song, der von einer Fluchthilfe im Sommer 1989, kurz vor dem Fall der Mauer erzählt. Die Erzählung ist detailreich ausgeschmückt und erinnert an eine vertonte Kurzgeschichte. Der Protagonist, aus dessen Sicht die Geschichte erzählt wird, reist von Hamburg nach Mörbisch am See im österreichischen Burgenland nahe der österreichisch-ungarischen Grenze. Dort ermöglicht er mithilfe eines Bolzenschneiders drei Familien aus der DDR, insgesamt 14 Personen, die Flucht und setzt sie in einen Bus zur deutschen Botschaft in Wien. Zurück in seiner Hamburger WG muss er sich vor seinen Mitbewohnern rechtfertigen, welche die Aktion als „menschlich verständlich, aber trotzdem falsch“ bezeichnen. Nach einem Disput und einem anschließenden emotionalen Ausbruch verlässt er die WG und „ward nie mehr gesehen“.
Die Strophen werden mit dem Stilmittel des Spoken Word vorgetragen. Das Erzähltempo ist der Geschichte angepasst. Das Stück wird vor allem durch die Schlagzeug-Begleitung vorangetrieben. Erst im Refrain ändert sich der Vortragsstil zum Gesang.

## Musikvideo
Das Video wurde von Grand Hotel van Cleef in Koproduktion mit der Hochschule Ostwestfalen-Lippe Fachbereich Medienproduktion umgesetzt. Regie führten Mario Möller und Marcus Wiebusch. Das Projekt wurde von Produzentin Kathrin Lemme betreut. Das Video erzählt die komplette Geschichte des Songs mit Schauspielern nach. Dazu wird der Text eingeblendet.

## Rezeption
Bereits im Vorfeld haben sich Dirk von Lowtzow (Tocotronic) sowie die Schriftsteller Juli Zeh und Benedict Wells positiv über den Song geäußert. Deren Stellungnahmen wurden in die Pressemitteilung mit aufgenommen. Die Musikzeitschrift Visions lobte den Song auf ihrer Internetpräsenz:

„Der kürzlich getätigten Albumankündigung folgt wenige Tage später der Clip zur ersten Single „Sommer '89 (Er schnitt Löcher in den Zaun)“ – der Song greift ein Vorwende-Kapitel der deutschen Geschichte auf und geht nahe. (…) Dabei gewinnt der Song durch Wiebuschs Auge fürs Detail, die Textzeilen ‚In Mörbisch am See checkte er in die Pension Peterhof ein, kaufte sich einen Döner und wartete auf die Nacht‘ sind nur ein Beispiel unter vielen.“

Auch ORF.at lobte den Song als mutiges Statement zur Flüchtlingskrise:

„Kettcar thematisieren in dem Song aber auch die größeren politischen und gesellschaftlichen Implikationen der Flucht – nicht nur deshalb ist ‚Sommer ’89‘ auch als Statement zur derzeitigen Flüchtlingssituation zu sehen.
“

Thomas Andre vom Hamburger Abendblatt lobte den Song als raffiniertes Werk, das mit einer Geschichte aus der deutschen Vergangenheit ein Statement zur heutigen Flüchtlingsdebatte abgibt.

„‚Sommer ’89 (Er schnitt Löcher in den Zaun)‘ ist ein Stellung beziehender, appellativer Song, der das Deutschland der Gegenwart in knapp fünf Minuten auf den Punkt bringt, obwohl er doch eine längst vergangene Geschichte erzählt.“